# Alexandre Aja
Alexandre Jouan-Arcady (n. 7 de agosto de 1978; París, Francia) es un director, guionista y productor francés. Es hijo de Arcady y de la periodista Marie-Jo Jouan. Candidato a la Palma de Oro en el Festival de Cine de Cannes por Over the Rainbow (1997) y galardonado en el Festival de Cine de Sitges por Haute tension (2003).

## Filmografía
| Año  | Título                     | Director | Productor | Escritor | Notas                               |
| ---- | -------------------------- | -------- | --------- | -------- | ----------------------------------- |
| 1999 | Furia                      | Sí       | No        | Sí       |                                     |
| 2002 | Entre chiens et loups      | No       | No        | Sí       | También asistente de segunda unidad |
| 2003 | High Tension               | Sí       | No        | Sí       |                                     |
| 2006 | The Hills Have Eyes        | Sí       | No        | Sí       |                                     |
| 2007 | P2                         | No       | Sí        | Sí       | También autor de la historia        |
| 2008 | Mirrors                    | Sí       | No        | Sí       |                                     |
| 2010 | Piranha 3D                 | Sí       | Sí        | No       |                                     |
| 2012 | Maniac                     | No       | Sí        | Sí       |                                     |
| 2013 | Horns                      | Sí       | Sí        | No       |                                     |
| 2014 | The Pyramid                | No       | Sí        | No       |                                     |
| 2016 | The Other Side of the Door | No       | Sí        | No       |                                     |
| 2016 | The 9th Life of Louis Drax | Sí       | Sí        | No       |                                     |
| 2019 | Crawl                      | Sí       | Sí        | No       |                                     |
| 2021 | Oxygen                     | Sí       | Sí        | No       |                                     |
| 2023 | Night of the Hunted        | No       | Sí        | No       |                                     |
| 2024 | Never Let Go               | Sí       | Sí        | No       | Posproducción                       |

Otros trabajos
| Año  | Título           | Rol                                    |
| ---- | ---------------- | -------------------------------------- |
| 2004 | Mariage mixte    | Director de segunda unidad             |
| 2005 | Marock           | Consejero artístico, consejero técnico |
| 2013 | Rock the Casbah  | Productor asociado                     |
| 2017 | La Rage du démon | El mismo                               |